# 新布科
新布科（德語：Neubukow，發音：[nɔʏˈbukoː] ⓘ）是德国梅克伦堡-前波美拉尼亚州罗斯托克县的城市，与旧布科相邻，面积25.12平方千米，2023年12月31日人口为4,019人。